# Frédéric Weis (basket-ball)
Pour les articles homonymes, voir Frédéric Weis et Weis.
Frédéric Weis, né le 22 juin 1977 à Thionville, est un joueur français de basket-ball, évoluant au poste de pivot.

## Biographie

### Carrière sportive
Cet intérieur de 2,17 m voit très tôt reposer sur lui les espoirs d'un basket français dépourvu de joueurs de grande taille. Après avoir assuré sa formation à l'INSEP, il rejoint le CSP Limoges avec qui il réalise le triplé Championnat, Coupe et Coupe Korać en 2000 aux côtés de Yann Bonato.
Auparavant, en 1999, il a été « drafté » par les Knicks de New York qui espèrent détenir en lui le futur remplaçant de Patrick Ewing. Rejeté par une partie du public new-yorkais, il ne reste pas au-delà de la pré-saison et le joueur et la franchise ne seront plus en contact.
Il participe à l'épopée de l'équipe de France lors des Jeux olympiques 2000 de Sydney, qui remporte la médaille d'argent. Lors d'un match de poule contre les Américains, Vince Carter réussit un dunk impressionnant, passant au-dessus du grand Frédéric Weis.
Devant les problèmes de son club, il part à l'étranger, tout d'abord en Grèce puis en Espagne à Malaga sous les ordres de Božidar Maljković. Bien que surtout cantonné à un jeu défensif, il se fait une place dans le difficile championnat espagnol. Il a également mis entre parenthèses sa carrière en équipe de France.
En 2005, sollicité par le nouvel entraîneur Claude Bergeaud, il préfère refuser la place en équipe de France lors de la préparation à l'Eurobasket 2005 de Belgrade. Il désire prendre des vacances afin de reposer un corps fragile et sensible aux blessures, il a déjà connu une hernie discale lors de la saison 1999. Cependant, à la veille du début de la compétition, il accepte une nouvelle relance de l'entraîneur français.
Lors de cette compétition, il prend une part importante au bon résultat final par son gabarit qui interdit les paniers faciles adverses et sa pugnacité. La médaille de bronze est finalement acquise contre l'Espagne après une défaite en demi-finale à la dernière seconde contre la Grèce.
À la suite d'ennuis familiaux et de problèmes avec l'alcool, il commet en janvier 2008 une tentative de suicide, révèle-t-il en 2015 à la presse américaine.
Le 30 août 2008, ses droits de « draft » appartenant aux Knicks de New York sont échangés avec les Rockets de Houston contre Patrick Ewing Jr., fils de Patrick Ewing, ancienne gloire des Knicks de New York.
En mars 2010, afin d'aider le club à remonter en Pro A, il rejoint les rangs du Limoges CSP et arrêtera sa carrière un an plus tard, à la suite de blessures aux genoux.

### Vie post-sportive
Comme de nombreux sportifs, il investit dans des commerces et s'occupe de brasseries (une dite « de luxe », une pour ouvriers et une pour « jeunes ») dans la ville de Limoges.
Ses commerces : 4 établissements à Limoges : Le Royalty (place de la République), Le Bombay et Le Kiosque (place Denis-Dussoubs) ainsi que La Cantine (rue de Dion Bouton), il revend rapidement les restaurants pour se consacrer au bar-tabac le Marigny.
Il apparaît dans le jeu Tout le monde veut prendre sa place, le 10 décembre 2011.
Il a aussi une business d'équipementier sportif et fournit notamment le Limoges CSP ainsi que des clubs professionnels de différents sports.
De 2016 à 2020, il est consultant pour SFR Sport et RMC. Il commente, le plus souvent avec David Cozette, les matchs du championnat de France masculin de basket-ball (intitulé Pro A de 2016 à 2018 puis Jeep Élite de 2018 à 2020) sur SFR Sport 2 et participe à l'émission Basket Time sur RMC.
À partir de l'automne 2020, il est présent sur la chaîne Sport en France, qui a récupéré les droits du championnat de France.
Durant les Jeux olympiques 2020 à Tokyo, il est consultant pour Eurosport et commente les épreuves de basket-ball.
Depuis janvier 2022, il est consultant pour beIN Sports, qui détient les droits de la meilleure affiche de championnat de France (désormais intitulé Betclic Élite).
En septembre 2022, il commente aux côtés de Vincent Couëffé pour le groupe M6, les matchs de l'équipe de France masculine lors de la demi-finale puis de la finale de l'Eurobasket 2022.
En 2023, il joue le rôle de Jules dans le film L'Abbé Pierre : Une vie de combats de Frédéric Tellier.
À l'occasion des Jeux Olympiques 2024 à Paris, il commente, en qualité de consultant, les matchs de basket de la compétition pour la chaîne Eurosport.

## Clubs successifs
- ?-? :  Nilvange
- 1991-1992 :  CREPS Nancy
- 1992-1995 :  Centre fédéral de basket-ball (Nationale 2)
- 1995-2000 :  CSP Limoges (Pro A)
- 2000-2001 :  PAOK Salonique (ESAKE)
- 2001-2004 :  Unicaja Malaga (Liga ACB)
- 2004-2009 :  Bilbao (Liga ACB)
- 2009-2010 :  Minorque (Liga ACB)
- 2010-2011 :  Limoges CSP (Pro B puis Pro A)
- 2014-2015 :  Aixe Basket (Régionale 1)
- 2015-2016 :  Limoges Saint-Antoine (NM3)

## Palmarès

### Équipe nationale
- Jeux olympiques d'été
  - médaille d'argent aux Jeux olympiques d'été de 2000 de Sydney
- championnat d'Europe
  - médaille de bronze en 2005 à Belgrade

### Club
- Coupe Korać 2000 et 2001
- Champion de France 2000
- Coupe de France 2000

## Filmographie

### Cinéma
- 2023 : L'Abbé Pierre : Une vie de combats de Frédéric Tellier : Jules